# تاپانی نیکو
تاپانی نیکو (انگلیسی: Tapani Niku; ۴ ژانویهٔ ۱۸۹۴ – ۶ آوریل ۱۹۸۹) ورزشکار اسکی صحرانوردی اهل فنلاند بود.
وی در مسابقات کشوری و بین‌المللی در مجموع برندهٔ ۱ مدال برنز شده‌است.